# Жумысшы (Туркестанская область)
Жумысшы (каз. Жұмысшы) — село в Казыгуртском районе Туркестанской области Казахстана. Входит в состав Карабауского сельского округа. Код КАТО — 514045300.

## Население
В 1999 году население села составляло 550 человек (276 мужчин и 274 женщины). По данным переписи 2009 года, в селе проживало 1018 человек (520 мужчин и 498 женщин).